# Ворсино (станция)
Во́рсино — станция Московской железной дороги в селе Ворсино Калужской области. Открыта в 1925 году.

## Описание
Входит в Московско-Смоленский центр организации работы железнодорожных станций ДЦС-3 Московской дирекции управления движением. По основному характеру работы является промежуточной, по объёму работы отнесена ко 2 классу. Станция открыта для грузовых операций и соединена однопутной веткой (необщего пользования) с промзоной индустриального парка «Ворсино».
Пути необщего пользования и подъездной путь к главному ходу находятся в ведении НЛМК-Калуга. Построен высокий пешеходный мост, соединяющий посёлок, пассажирскую платформу и промзону. Примерно в двух километрах от станции проходят федеральная автомобильная магистраль М3 «Украина» (Киевское шоссе) и Московское большое кольцо.

## История
Открыта как разъезд на участке Москва — Сухиничи в 1925 году. В годы Великой Отечественной войны являлась важным пунктом снабжения войск Можайской линии и формирования эшелонов при обороне Боровска и Малоярославца, начального периода Битвы за Москву в августе-октябре 1941 года.
10 октября 1941 года на станции при выгрузке из вагонов подвергся бомбардировке с воздуха 859-й артиллерийский полк 312-й стрелковой дивизии полковника А. Ф. Наумова. Одна из бомб угодила в штабной вагон, погибло 12 человек, в том числе командир штабной батареи, политрук и парторг. Ранено 32 человека, в том числе командир полка капитан Волошин.
В 2010 году было проведено восстановление станции (ориентировочно в 1997 г. после ликвидации путевого развития она была преобразована в остановочный пункт), и построен подъездной путь к индустриальному парку «Ворсино». Вскоре начал работу крупный терминал и логистический центр по обработке контейнеров, обслуживающий в основном железнодорожные маршруты из Китая. В 2016 году на станцию прибыл и был обработан первый контейнерный поезд из Мумбаи (Индия). Срок доставки контейнеров из Китая в московский регион к 2018 году снизился с прежних 35 суток до 10-14, а грузооборот по станции Ворсино возрос с 3,35 до 6,35 млн тонн в год.

## Пассажирское движение
На станции имеют остановку электропоезда, следующие до Москвы, Малоярославца, Калуги и Крестов. Пассажирские поезда дальнего следования и экспрессы остановки на станции не имеют. Построен и действует высокий пешеходный мост, соединяющий островную платформу с селом и промзоной. Время движения электропоезда от Киевского вокзала города Москвы — около 1 часа 35 минут.

## Коммерческие операции, выполняемые на станции
- (О) — Посадка и высадка пассажиров на (из) поезда пригородного и местного сообщения. Приём и выдача багажа не производятся.
- (§ 3) — Приём и выдача грузов повагонными и мелкими отправками, загружаемых целыми вагонами, только на подъездных путях и местах необщего пользования.
- (§ 8Н) — Приём и выдача грузов в универсальных контейнерах массой брутто 20 и 24 т на подъездных путях.
- (§ 10Н) — Приём и выдача грузов в универсальных контейнерах массой брутто 24 (30) и 30 т на подъездных путях.
- (§ 11Н) — Приём и выдача грузов в крупнотоннажных 20-футовых контейнерах массой брутто до 41 тонны на подъездных путях.
- (§ 12Н) — Приём и выдача грузов в крупнотоннажных контейнерах массой брутто до 41 тонны на подъездных путях[7].